# Françoise Gilot

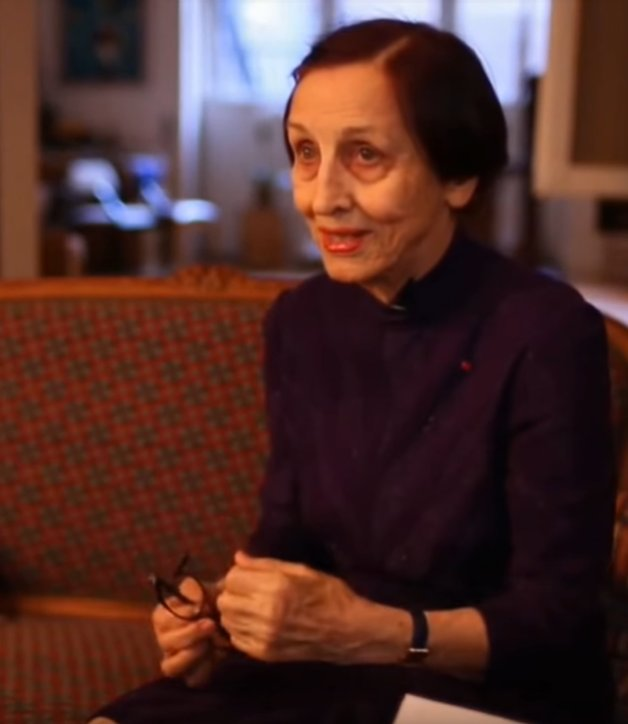
Françoise Gilot (2013)

Marie Françoise Gilot (* 26. November 1921 in Neuilly-sur-Seine; † 6. Juni 2023 in New York City) war eine französische Malerin, Grafikerin der Nouvelle École de Paris, It-Girl und eine erfolgreiche Buchautorin. Bekannt wurde sie 1964 mit ihrer Autobiografie Leben mit Picasso, die ihren Lebensabschnitt von 1943 bis 1953 an der Seite des spanischen Malers Pablo Picasso beschreibt.

## Leben
Françoise Gilots Mutter Madeleine Renoult (1898–1985) war eine talentierte Aquarellmalerin, ihr Vater Émile Gilot (1889–1957) ein erfolgreicher Geschäftsmann. Im Umgang mit seiner Tochter sehr autoritär, hatte er für sie eine juristische Laufbahn vorgesehen.
Sie wandte sich jedoch der Malerei zu. 1938 richtete sie ihr erstes Studio bei ihrer Großmutter Anne Renoult in Paris ein. Im Mai 1943 (im Alter von 21 Jahren), während der deutschen Besatzungszeit (1940–1944), organisierte sie ihre erste erfolgreiche Ausstellung. Dabei lernte sie den 40 Jahre älteren Pablo Picasso kennen, der von seiner ersten Ehefrau Olga Stepanowna Chochlowa getrennt lebte und seine Beziehung zu Dora Maar für Gilot aufgab. Ab 1948 lebte sie mit ihm in Vallauris in Südfrankreich. Das Strandbild aus diesem Jahr vom Fotografen Robert Capa, das Picasso zeigt, wie er die vorausgehende Gilot am Strand von Golfe-Juan mit einem Sonnenschirm schützt, gehört zu den Medienikonen. Der Beziehung entstammen die beiden Kinder Claude Picasso (1947–2023) und Paloma Picasso (* 1949).

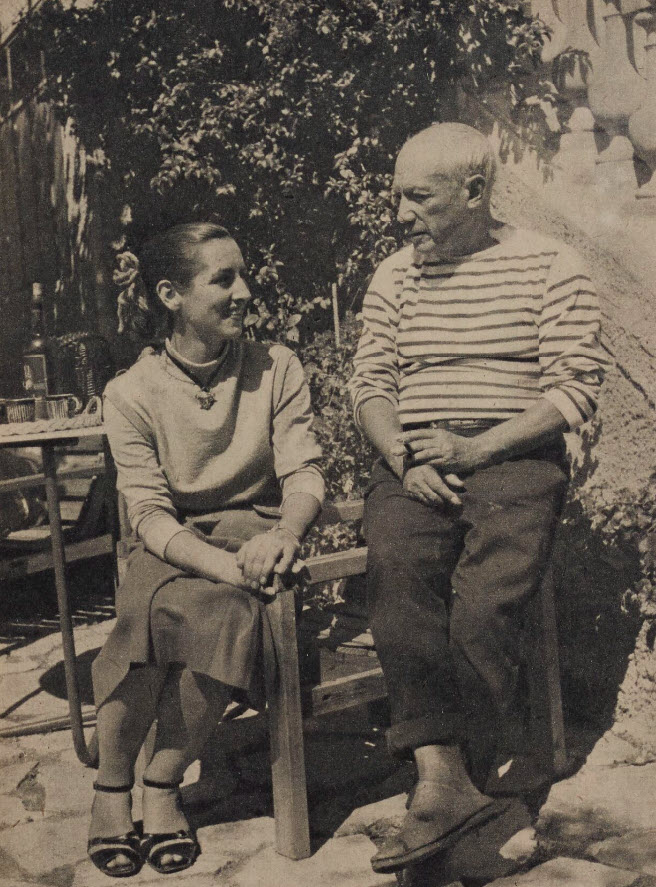
Gilot und Picasso im Jahr 1952

Im Jahr 1953 starb ihre Großmutter. Sie beendete im selben Jahr ihre Beziehung mit Picasso und zog mit beiden Kindern wieder nach Paris.
Ab 1955 führte sie eine kurze Ehe mit dem Maler Luc Simon; ihre Tochter ist Aurélia Simon.
Der Journalist Carlton Lake unterstützte sie 1961 darin, über ihre Zeit mit Picasso zu schreiben. Picasso versuchte in drei Instanzen juristisch erfolglos, das Erscheinen ihres Buches Life with Picasso (dt.: Leben mit Picasso) 1964 in Frankreich zu verhindern, da sie darin nicht nur Aspekte der künstlerischen Entwicklung Picassos beschreibt, sondern auch Stellung zu dem ihm eigenen Umgang mit Frauen bezieht.
Als Gilot nach ihrer Trennung die Malerei wieder aufnahm, stellte sie fest, dass Picasso allen Pariser Galerien untersagt hatte, ihre Werke auszustellen; er hatte ihnen gedroht, dass sie andernfalls nie wieder ein Bild von ihm bekommen würden.
Nachdem Picasso im Jahr 1961 in Vallauris privat und unter Ausschluss der Öffentlichkeit Jacqueline Roque geheiratet hatte, gestattete er zunächst noch Besuche der gemeinsamen Kinder Claude und Paloma; nach dem Erscheinen von Gilots Buch 1964 jedoch brach er jeden Kontakt ab.
Françoise Gilot lernte Jonas Salk, den Entdecker des Polioimpfstoffs, 1969 in La Jolla, Kalifornien, kennen und blieb mit ihm seit der Heirat im Jahr 1970 bis zu seinem Tod 1995 zusammen.
Gilot arbeitete in ihren Ateliers in New York und auf dem Montmartre in Paris. Im Juni 2021 wurde ihr Gemälde Paloma à la Guitare aus dem Jahr 1965 für über eine Million Euro bei Sotheby’s in London versteigert.
Sie starb am 6. Juni 2023 im Alter von 101 Jahren an Herz- und Lungenproblemen in einem Krankenhaus im New Yorker Stadtteil Manhattan. Sie gilt, neben der lange Zeit unbekannten Gaby Lespinasse, als die einzige Frau, die Picasso verlassen hat, statt von ihm verlassen zu werden.

## Künstlerisches Werk
Françoise Gilot gehörte während und nach dem Zweiten Weltkrieg zum Umfeld der Nouvelle École de Paris, zu der sich nicht nur abstrakte Künstler zugehörig fühlten. Ihre Bilder sind meist figürlich, aber ihr Œuvre umfasst auch Werke, die abstrakt beginnen und dann im Schaffensprozess strukturelle Elemente erhalten. Neben der Ölmalerei befasste sie sich auch mit Druckgrafik, wie der Monotypie, Lithografie und Aquatinta. Zuletzt arbeitete sie losgelöst von Form und Farbe und sah ihre Aufgabe als Künstlerin darin, die Wahrnehmung umzuformen und zu erweitern.

## Auszeichnungen
- 1978: Officier des Arts et des Lettres
- 1982: Ehrendoktor der Hofstra University, New York
- 1988: Commandeur des Arts et des Lettres
- 1990: Chevalier de la Légion d’honneur
- 1995: Wahl zum Mitglied (NA) der National Academy of Design, New York[10]
- 1996: Officier de l’Ordre National du Mérite
- 2009: Officier de la Légion d’honneur[11]

## Ausstellungen (Auswahl)
- 2021: „Les années françaises“, Musée Estrine, Saint-Rémy-de-Provence, Frankreich, 26. November bis 23. Dezember 2021[12]
- 2012: Picasso and Françoise Gilot: Paris–Vallauris 1943–1953, Gagosian Gallery, New York[13] (erste Gemeinschaftsausstellung Picassos und Gilots)
- 2011/12: Kunstsammlungen Chemnitz, Chemnitz (27. November 2011 – 19. Februar 2012)[14]
- 2003: Kunstsammlungen Chemnitz, Chemnitz
- 2000: McMullen Museum of Art, Boston, USA
- 1997: Philip and Muriel Berman Museum of Art, Collegeville, USA
- 1994: Muskegon Museum of Art, Muskegon, USA
- 1992: Museum of Contemporary Art, La Jolla, USA
- 1990: Tennessee Museum of Fine Arts, Memphis, USA
- 1987: Musée Picasso, Antibes, Frankreich
- 1982: Palm Springs Desert Museum, Palm Springs, USA
- 1977: Museum of Albuquerque, Albuquerque, USA
- 1973: Grand Rapids Art Museum, Grand Rapids (Michigan), USA
- 1970: Southampton Museum of Art, New York

Darüber hinaus hatte Françoise Gilot weitere Ausstellungen in Universitäten der USA. Werke von ihr sind in den Sammlungen zahlreicher Museen vertreten (Auswahl):
- Metropolitan Museum of Art, New York
- Musée National d’Art Moderne, Paris
- Musée Picasso, Paris
- Musée Picasso, Antibes
- National Academy of Design, New York
- National Museum of Women in the Arts, Washington, D.C.
- Museum of Modern Art, New York
- Bibliothèque nationale de France, Paris (mit einer vollständigen Sammlung von Originaldrucken)

## Veröffentlichungen
- mit Carlton Lake: Life with Picasso. McGraw-Hill, New York 1964.
  - frz.: Vivre avec Picasso. Calmann-Lévy, Paris 1964.
  - dt.: Leben mit Picasso. Aus dem Amerikanischen von Anne-Ruth Strauss. Kindler, München 1965. Neuausgabe Diogenes, Zürich 1987, ISBN 3-257-21584-3 (Platz 1 der Spiegel-Bestsellerliste vom 27. Oktober bis zum 2. November 1965)
- Sur la Pierre (poems and lithographs). Montcalm Gallery, Michigan 1972.
- Paloma Sphynx (A fable with drawings). Paris 1975.
- Le Regard et son Masque. Calmann-Levy, Paris 1975.
- The Fugitive Eye (poems and drawings). Aeolian Press, San Diego 1976.
- Interface: The Painter and the Mask. The Press at California State University, 1983.
- An Artist’s Journey. The Atlantic Monthly Press, New York 1987.
- Matisse and Picasso: A Friendship in Art. Doubleday, 1990, ISBN 978-0-385-26044-2.
  - dt.: Matisse und Picasso. Eine Künstlerfreundschaft. Aus dem Amerikanischen von Jürgen Benz. Kindler, München 1990, ISBN 3-463-40139-8.
- mit Maurice Frechuret: Picasso et la Méditerranée retrouvée. Gregoire Gardette Editions, 1996.
- Illustrationen zu Der Vogelmann und die Tänzerin. Text Lisa Alther. Originalausgabe Birdman and the dancer, 1993. Deutsch von Cornelia Holfelder-von der Tann. Wunderlich, Reinbek 1996, ISBN 3-8052-0566-X.
- mit Mel Yoakum: Françoise Gilot Monograph 1940-2000. Acatos, Lausanne 2000, ISBN 2-940033-36-6.
- mit Annie Maïllis: Dans l’arène avec Picasso. Indigène Editions, 2004.
- mit Lisa Alther: About Women: Conversations Between a Writer and a Painter. Nan A. Talese, New York 2015, ISBN 978-0-385-53986-9.